# Grigiškės
Grigiškės (polska Grzegorzewo) är en ort i Litauen, sedan 2000 en stadsdel i huvudstaden Vilnius. Stadsdelen hade 10 433 invånare år 2015.